# Tarnobrzeski Jarmark św. Dominika
Tarnobrzeski Jarmark św. Dominika – tarnobrzeska wersja imprezy kulturalno-rozrywkowo-handlowej odbywającej się w miastach związanych z Zakonem Kaznodziejskim. Pierwszy Jarmark św. Dominika w Tarnobrzegu odbył się w sierpniu 1999. Związany jest z patronalnymi świętem Zakonu Dominikańskiego (8 sierpnia – wspomnienie św. Dominika Guzmana, 17 sierpnia – wspomnienie św. Jacka) oraz patronalnym świętem parafii Wniebowzięcia Najświętszej Maryi Panny (15 sierpnia). Impreza ma charakter pikniku rodzinnego, prezentacji wyrobów regionalnych i rękodzieła z występem zespołów muzycznych. Na jarmarku handluje około 100 wystawców. Miejscem imprezy jest pl. Bartosza Głowackiego przyległy do dominikańskiego klasztoru.
Przywilej zorganizowania jarmarku został zapisany w akcie lokacyjnym Tarnobrzega w 1593.